# Anacaona
Anacaona (Yaguana, 1474 circa – Haiti, 1503 circa) è stata una regina, compositrice e poetessa appartenente a una tribù della popolazione dei Taino.
Nacque e comandò con l'appellativo di cacicco nel regno (cacicazgo) di Jaragua o Xaragua.

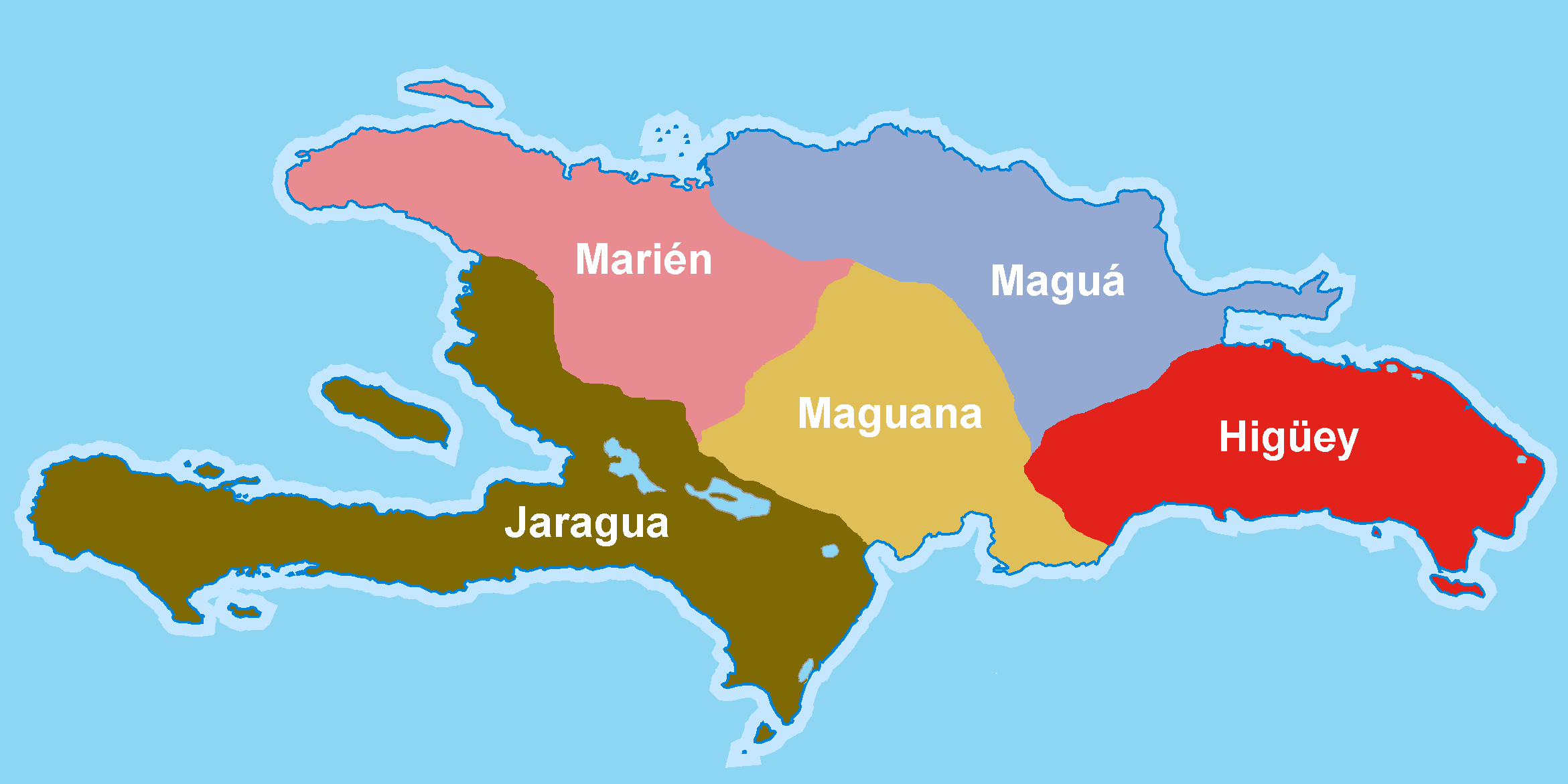
I cinque ‘’cacicazgos’’ di Hispaniola

Si tratta di uno dei cinque regni dell'isola di Hispaniola, scoperta il 5 dicembre 1492 da Cristoforo Colombo durante il suo primo viaggio.
La mancanza di una scrittura, intesa nel senso moderno del termine, ha fatto sì che non rimanga traccia delle sue composizioni, e ha creato di lei una figura leggendaria tuttora viva presso la popolazione locale. Le uniche fonti storiche rimangono i racconti dei conquistatori spagnoli al seguito di Cristoforo Colombo, non sempre imparziali ed esatti.
Dagli storici spagnoli in generale, ella è rappresentata come una donna di notevole bellezza e talento, con aggraziata naturalezza nei modi, piena di curiosità e intelligenza nei rapporti con gli spagnoli, e famosa fra i contemporanei per la sua abilità nel comporre “areytos”, o brevi ballate leggendarie, cantate dai nativi come accompagnamento alle loro danze.

“Alla bellezza, ch’era in lei eccessiva, s’aggiugneva et la piacevolezza, per le quali cose era di tanta autorità che governava quasi tutto lo stato del fratello, appresso il quale era tornata dopo la morte del marito”.

## Biografia
Il significato del nome, Anacaona, è “Fiore d’oro”, dal taino ‘’ana’’, fiore, e ‘’caona’’, oro.
Ebbe come fratello il cacicco Behechio. Egli regnò prima di lei nel regno di Jaragua fino alla morte avvenuta nel 1496, durante la prigionia sotto gli Spagnoli, quando affogò nel naufragio della nave che avrebbe dovuto trasferirlo nelle prigioni spagnole.
Fu una delle mogli di un altro cacicco, Caonabo, il cui nome contiene ancora la parola taini ‘’caona’’ e significa “Colui che è come l’oro” oppure “Re della Casa d’Oro”.
Caonabo apparteneva al gruppo etnico dei Lucaiani e proveniva da una non meglio identificata isola delle Bahamas. Entrando  in Haiti come avventuriero, si era autonominato capo del regno di Maguana - adiacente a quello di Jaragua - ed era il capo più potente nell’isola.

### Morte di Caonabo
Secondo quanto riporta Watts, Caonabo era geloso degli stranieri bianchi e mosse loro guerra. Ordinò la distruzione di La Navidad, la prima colonia fondata da Cristoforo Colombo, successivamente abbandonata e sostituita da La Isabela.

Venne alla fine catturato nel 1494 da uno stratagemma di Alonso de Ojeda.
 La nave in cui Caonabo fu imbarcato per essere trasferito in Spagna si perse in una tempesta e il cacicco morì.

Anacaona, rimasta vedova, si ritirò a vivere col fratello Behechio, assistendolo nel governare il suo regno.
“Probabilmente non era stata molto affezionata a Caonabo; quanto meno, dopo la sua morte, mostrò grande parzialità verso gli Spagnoli”.

### Prima venuta di Bartolomeo Colombo
Il primo contatto con gli Spagnoli  avvenne nel 1496, quando Anacaona ricevette calorosamente a Xanagua Bartolomeo Colombo, fratello minore di Cristoforo. Bartolomeo giunse ad Hispaniola con tre navi il 24 giugno 1494 per ricoprire l’incarico di Adelantado, ovvero Governatore generale delle Indie in sostituzione del fratello Cristoforo impegnato nei suoi viaggi di scoperta, e mantenne l’incarico fino al 1500, quando i fratelli Colombo, caduti in disgrazia, vennero sostituiti da Francisco de Bobadilla.
“Anacaona era una donna molto notevole, molto prudente, molto aggraziata e gentile nel parlare, nelle arti e nei movimenti, e molto amichevole con i cristiani”.
In quell’occasione Anacaona dovette convincere Behechio, inizialmente ostile, a promettere che avrebbe versato un tributo di cotone, in sostituzione dell’oro che a detta del re era impossibile trovare, e addirittura ad estendere le piantagioni di cotone presenti sulla sua terra, per poterne dare agli Spagnoli.
Nei racconti del tempo è rimasta memoria della accoglienze che Behechio e Anacaona fecero a Bartolomeo Colombo, con qualche accenno al cibo ed ai costumi dei nativi.

### Seconda venuta di Bartolomeo Colombo
Nel 1497 Bartolomeo tornò a Jaragua a ritirare il tributo.
Bartolomeo Colombo fu alloggiato una notte in un villaggio che apparteneva ad Anacaona.

Anacaona convince il re, suo fratello, ad andare a vedere la canoa degli Spagnoli, della quale tante cose erano state raccontate loro.
“Manifestò la massima soddisfazione nel vedere per la prima volta una nave, e molti dettagli interessanti sono riportati da Herrera e Peter Martyr sulla sua visita alla caravella spagnola che giunse per il tributo”.

### Governatorato di Bobadilla
Ma l’allegria e la serenità non durano a lungo, a seguito di rivolte intestine fra gli Spagnoli, provocate dall’Alcalde mayor Francisco Roldan, l’ufficiale spagnolo lasciato in carica da Cristoforo Colombo nel distretto di Isabela. Chi ci va maggiormente di mezzo sono i nativi, vessati e schiavizzati dai contendenti, compresi gli Spagnoli rimasti fedeli ai Colombo.

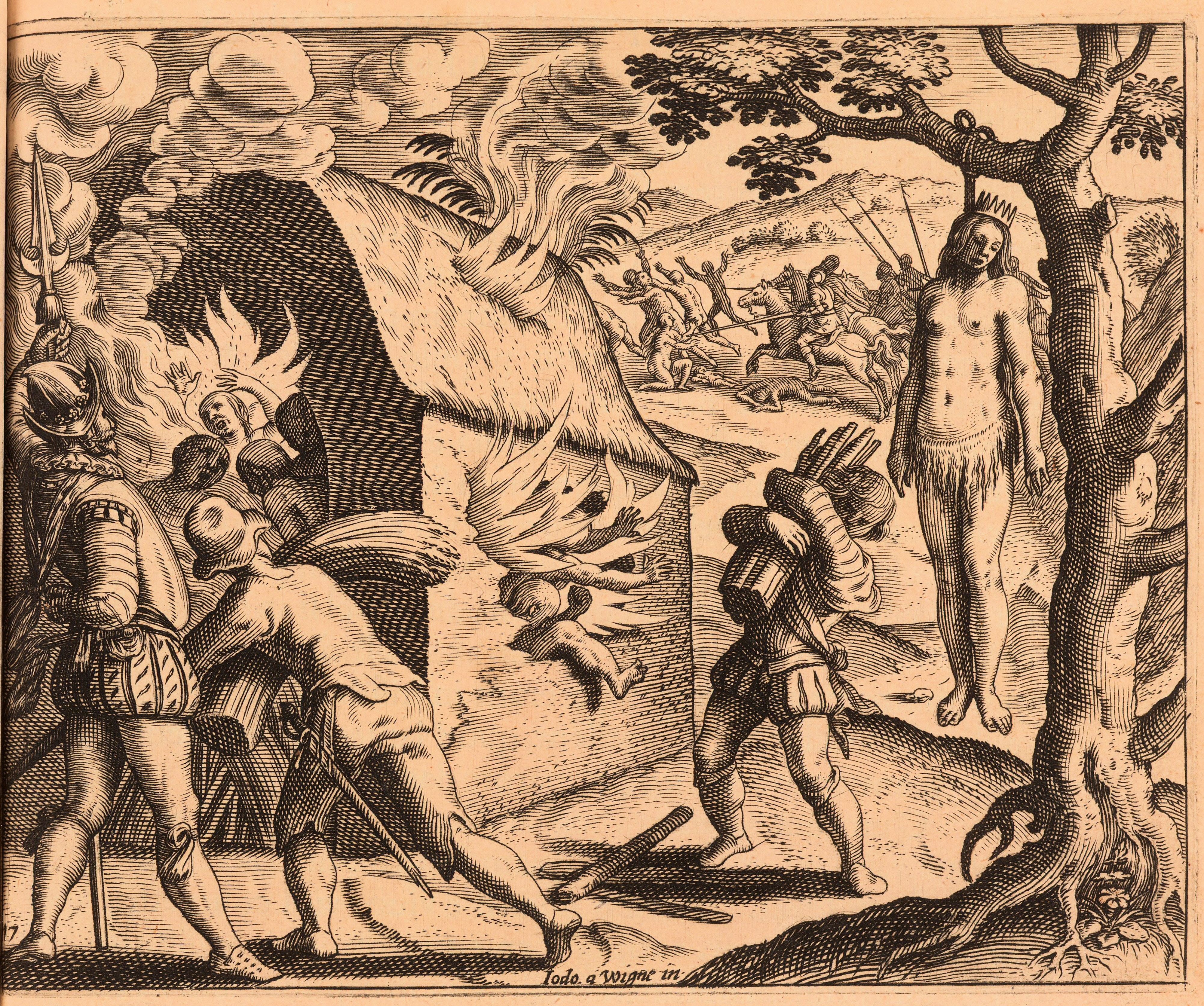
Massacro dei Cacicchi ed impiccagione di Anacaona: incisione di Joos van Winghe, tratto da un'edizione del 1598 di Las Casas,Brevissima relazione

Nel 1500 il giovane cavaliere spagnolo Don Hernando de Guevara si innamorò della figlia di Anacaona, “molto bella”, Hygueymota, e ne chiese la mano, cercando un prete per battezzare la futura sposa. ” Don Hernando era un uomo molto gentile e autorevole, e sembrava ben essere di casta generosa”. Roldan, venutolo a sapere, la prese molto male “perché la considerava un'amica” e dopo alcuni scambi di messaggi a distanza, alla fine ordinò al Guevara di lasciare la provincia. Guevara si ribellò e complottò contro la vita di Roldan, motivo per cui fu mandato prigioniero a Isabela, la capitale della colonia spagnola, con altri sette.

L'Ammiraglio scrisse ordinando di mandarli prigionieri nella città di Santo Domingo. Intanto Adrián_de_Moxica venne a sapere che suo cugino Don Hernando era imprigionato e approfittò dell'occasione per gettare benzina sul fuoco, mettendo in cattiva luce lo stesso Cristoforo Colombo.
Le sommosse e le esecuzioni furono impedite dall’arrivo improvviso di Bobadilla dalla Spagna in qualità di nuovo governatore, inviato dai reali nell'agosto 1500; egli prese il posto dei Colombo, a seguito di accuse di cattiva gestione. Dopo aver richiesto a Colombo la persona di Guevara, e ricevendone due volte un rifiuto, inviò lo scopritore dell’America di nuovo in Europa, in catene.

Alla fine Guevara non venne punito e Higueymota restò probabilmente con la madre.

Nel frattempo moriva Behechio.

### Massacro dei cacicchi e impiccagione di Anacaona

Anacaona in catene, tratto da Irving, pag. 193

Bobadilla rimase in carica per soli due anni. Nel 1502 morì infatti durante un naufragio. Gli successe Don Nicholas de Ovando, “persona di ottimi costumi et che non mancava di giustitia ove si richiedesse”, “cristianissimo”.
Avvisato di sospetto di tradimento da parte di Anacaona e altri cacicchi che avrebbero avuto l’intenzione di uccidere gli Spagnoli, egli finse una spedizione amichevole su Jaragua con trecento fanti e settanta cavalieri. Anacaona riunì tutti i cacicchi per riceverlo e lo incontrò alla testa di trecento uomini, cantando e danzando in onore del suo arrivo.
Ovando si fermò alcuni giorni, e, “accertatosi della verità del fatto” pensò bene di anticipare il presunto tradimento dei nativi. Di ritorno dalle feste a cui aveva partecipato, invitò Anacaona, la figlia, e i suoi cacicchi ad assistere di domenica al juego de cañas (gioco delle canne) fra i cavalieri spagnoli” raggruppando i nativi in una casa.
“Un giorno arrivò in quelle terre il governatore dell’isola [Ovando] con sessanta uomini a cavallo e più di trecento a piedi: i soli cavalieri sarebbero bastati a devastare tutta l’isola e la Terra Ferma. Oltre trecento signori convennero al suo richiamo: giunsero senza alcun timore. Quegli fece entrare i più importanti, con l’inganno, in una gran casa di paglia e poi vi fece appiccare fuoco al segnale prestabilito da Ovanda, coordinati dal capitano Diego Velasco e un altro”. “Prima sguainarono tutte le spade e poi bruciarono tutti vivi”.

"I rimanenti li uccisero a lanciate o li passarono a fil di spada insieme a una moltitudine di altri indiani; e la signora Anacaona, per particolare riguardo, la impiccarono”. Aveva meno di trent'anni.
Oviedo invece racconta che Anacaona fu presa prigioniera e portata a Isabela, dove venne impiccata tre mesi dopo.
Questa narrazione è ripresa da Astolfi, il quale scrive che “Anacaona con tutte le sue bellezze, di là a tre mesi fu fatta giustificatamente appiccare per la golla”.
Oviedo e Gomara osservano che Ovanda fece bene ad ordinare l'esecuzione di Anacaona, da loro descritta come “donna dissoluta e sicuramente colpevole di aver tramato un tradimento contro gli spagnoli; ella fu accusata dai cacichi sotto tortura prima di essere bruciati” 

Ciò nonostante, Herrera aggiunge che Ovanda trovò molta difficoltà a farsi perdonare la strage dalla regina Isabella di Castiglia.

## Influenze ed eredità culturali

- Una statua commemorativa è stata eretta a  Léogâne (Haiti), l’antica Yaguana dove nacque Anacaona.
- Un francobollo le è stato dedicato nel 1975 dalla Repubblica Dominicana.

- Il più alto grattacielo della Repubblica Dominicana (171 metri, 41 piani) è stato completato nel 2017 a Santo Domingo ed è stato denominato Anacaona 27.

### Romanzi

- (EN) Edvige Danticat, 'Anacaona: Golden Flower, Haiti, 1490, New York, Scholastic, 2005.
facente parte della serie “The Royal Diaries”
- (EN) Maryse Noël Roumain, Anacaona, Ayiti's Taino queen, Montreal, 2012.

### Musica
- Ansy & Yole Derose, Anakaona, su youtube.com.
- Super Sonic 747 de Larose, Anacaona, su youtube.com (archiviato dall'url originale il 31 dicembre 2023).
- Eddy François, Anacaona, su youtube.com.
- Irka Mateo, Anacaona, su youtube.com.
- Tite Curet Alonso, Anacaona, su youtube.com. Interpretata da Taíncho y su tres cubanos
- Tite Curet Alonso, Anacaona, su youtube.com. Interpretata da Cheo Feliciano